# Dilvo Lotti
Dilvo Lotti (San Miniato, 27 giugno 1914 – San Miniato, 22 aprile 2009) è stato un pittore italiano.

## Biografia
Dilvo Lotti ha iniziato a dipingere nel 1931 con una scatola di colori ad olio regalatagli dal suo insegnante Francesco Chiappelli, scatola che è ancora oggi conservata nella casa-museo di San Miniato, custodita dalla moglie dopo la sua scomparsa.
Frequenta con la guida di Chiappelli l'Istituto d'arte di Porta Romana a Firenze dove si diploma nel 1935 discutendo la tesi su Honoré Daumier.
Gli anni Trenta del Novecento sono anni passati prevalentemente a Firenze, dove artisti e letterati sono soliti incontrarsi il locali come "Le Giubbe Rosse" o “l'Antico Fattore”.
Scambia lettere con personaggi della cultura fiorentina: Ardengo Soffici, Giovanni Papini, Baccio Maria Bacci, Nicola Lisi, Pietro Parigi, Francesco Chiappelli, Giorgio La Pira, e alcuni scrivono critiche su di lui.
Nel 1936 partecipa alla gara di pittura ai Giochi della XI Olimpiade
Nel 1940, dopo un breve soggiorno a Milano, vince il Premio Panerai con l'opera Natura morta e bambino.
Nel 1943 si sposa con Giuseppina Gazzarrini, detta "Geppina".

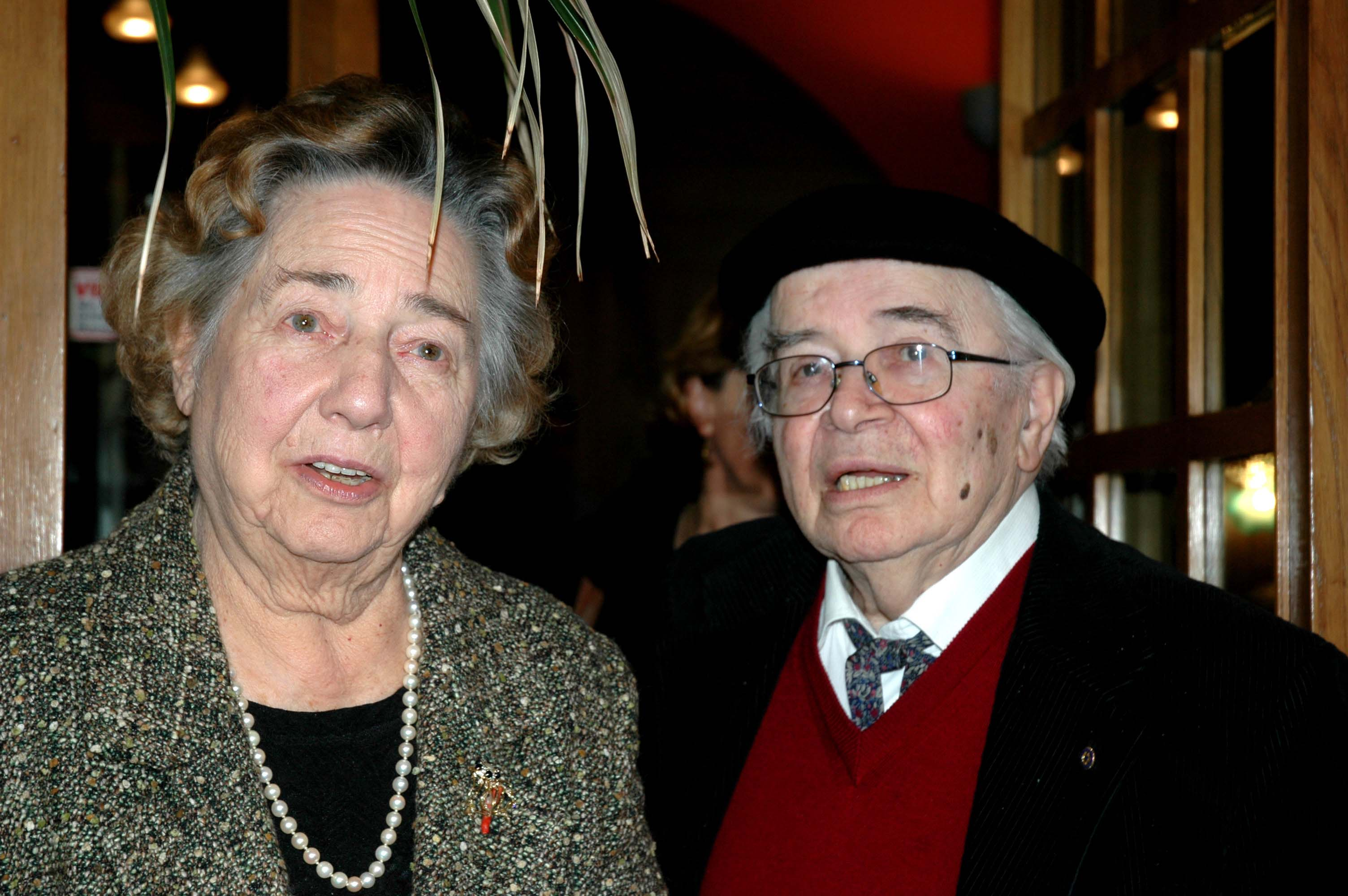
Giuseppina e Dilvo Lotti, 2006

Esponente dell'Espressionismo europeo, tiene però conto della tradizione e cerca un rapporto con l'arte sacra; nel 1941 espone alla Galleria di Roma ed è invitato a partecipare alla Triennale di Milano, la Quadriennale di Roma e, nel 1942, alla Biennale di Venezia (con una sala di sedici opere).
Nel 1947 nella sua città dà vita, insieme ad altri amici, all'Istituto del Dramma Popolare.
In questi anni firma la regia degli spettacoli  Marianna Pineda e Essi arrivarono ad una città.
Nel 1950 è invitato al Premio Carnegie a Pittsburgh.
Dal 1953 al 1985 si dedica a vaste opere ad affresco e graffito presso chiese ed altri edifici come la cappella della Casa di Riposo a Ponsacco, il duomo di Pontedera, la calotta absidale della chiesa dei Cavalieri di Tau ad Altopascio, la chiesa di Gesù Divino Lavoratore al Campaccio a Prato, la casa della Gioventù di Bardi, la chiesa di Santa Marcella a Roma, il refettorio del Seminario Vescovile di San Miniato, la casa del Mutilato a San Miniato, la sala del Consiglio della Cassa di Risparmio a San Miniato.
Nel 1957 Lotti vince il concorso internazionale bandito dalla Pontificia Commissione d'Arte Sacra con l'opera Gesù Divino Lavoratore, opera che si trova ad Assisi.
Nel 1966 viene inaugurato il Museo diocesano d'Arte Sacra di San Miniato, per opera ed interessamento dello stesso Lotti, che ne diventa ordinatore, negli spazi dell'antica sacrestia, attigua alla Cattedrale di Santa Maria Assunta e di San Genesio.
Nel 1968 viene insignito dal Presidente della Repubblica di "Medaglia d'argento ai benemeriti della scuola della cultura e dell'arte".
Nel 1983 viene nominato Accademico Corrispondente della Pontificia Insigne Accademia dei Virtuosi al Pantheon.
Nel 1995, dal 10 maggio al 9 giugno a Hildesheim in Germania gli viene dedicata una mostra antologica nelle due sedi del palazzo Comunale e della chiesa di San Jacopo.
Notevoli le dimensioni di alcuni lavori, come la Processione degli Scalzi o il Martirio del Savonarola. Talvolta ha usato anche la tecnica del buon fresco.
È anche autore di vari studi a carattere storico e artistico, in particolare una storia di San Miniato.
Il 15 luglio del 2006 si inaugura a San Miniato la mostra "Dilvo Lotti: un maestro dell'espressionismo europeo".
Il 1º aprile 2008 viene insignito da papa Benedetto XVI del titolo di Commendatore con Placca dell'Ordine di San Gregorio Magno; l'onorificenza gli viene consegnata dal vescovo di San Miniato Fausto Tardelli.
Il 20 febbraio 2009 è stato insignito del titolo di Accademico d'onore dalla LABA, Libera Accademia di Belle Arti di Firenze, durante la presentazione della prima tesi di Laurea sul suo lavoro, intitolata "Dilvo e le sue donne", della studentessa Lara Cavallini.

## La Casa-Museo di San Miniato
In questa casa Dilvo Lotti ha lavorato per quasi tutta la sua vita insieme a sua moglie Giuseppina. Si tratta di una tipica casa a torre sviluppata su tre livelli, in cui lo studio dell'artista è in alto.

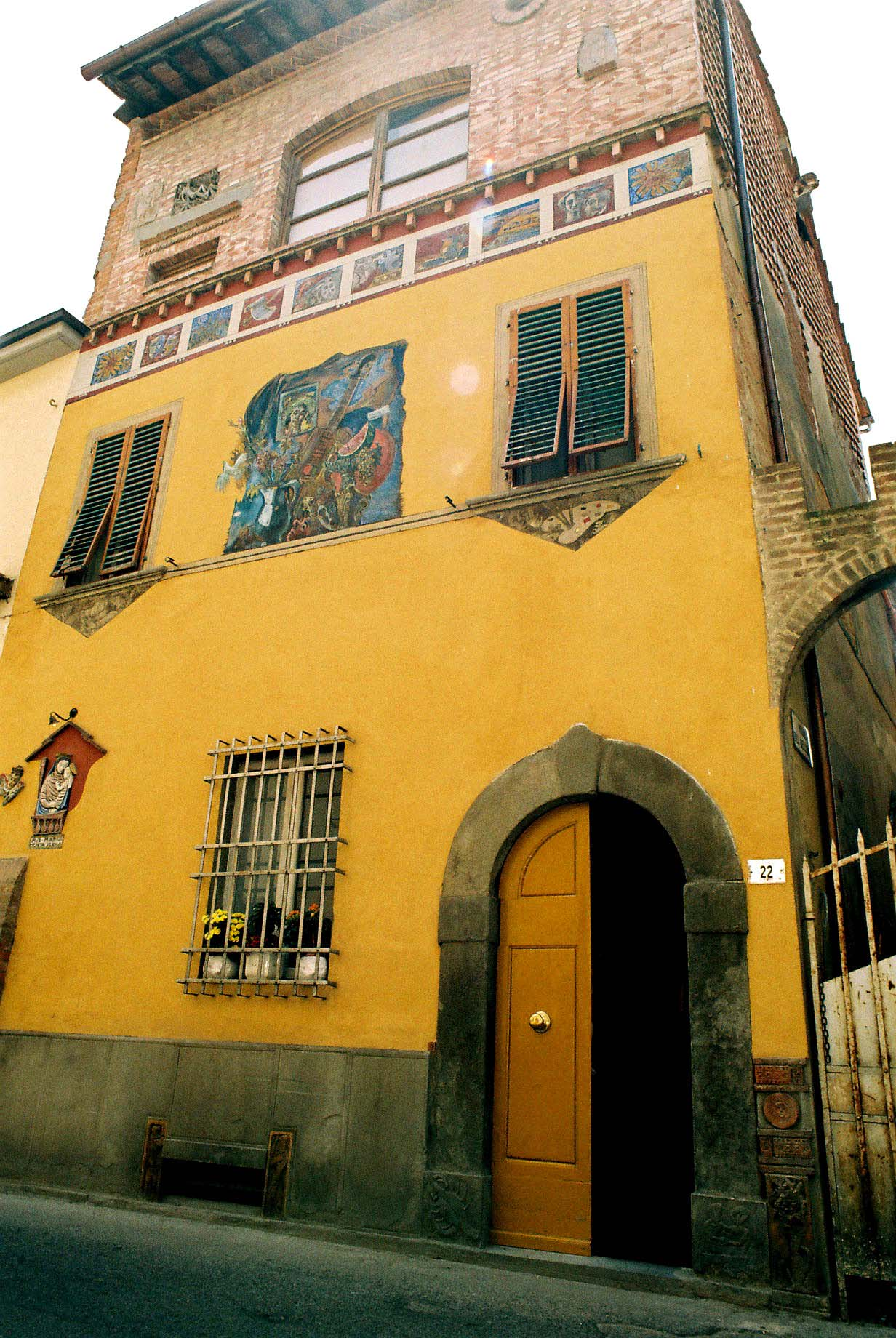
La casa-museo a San Miniato
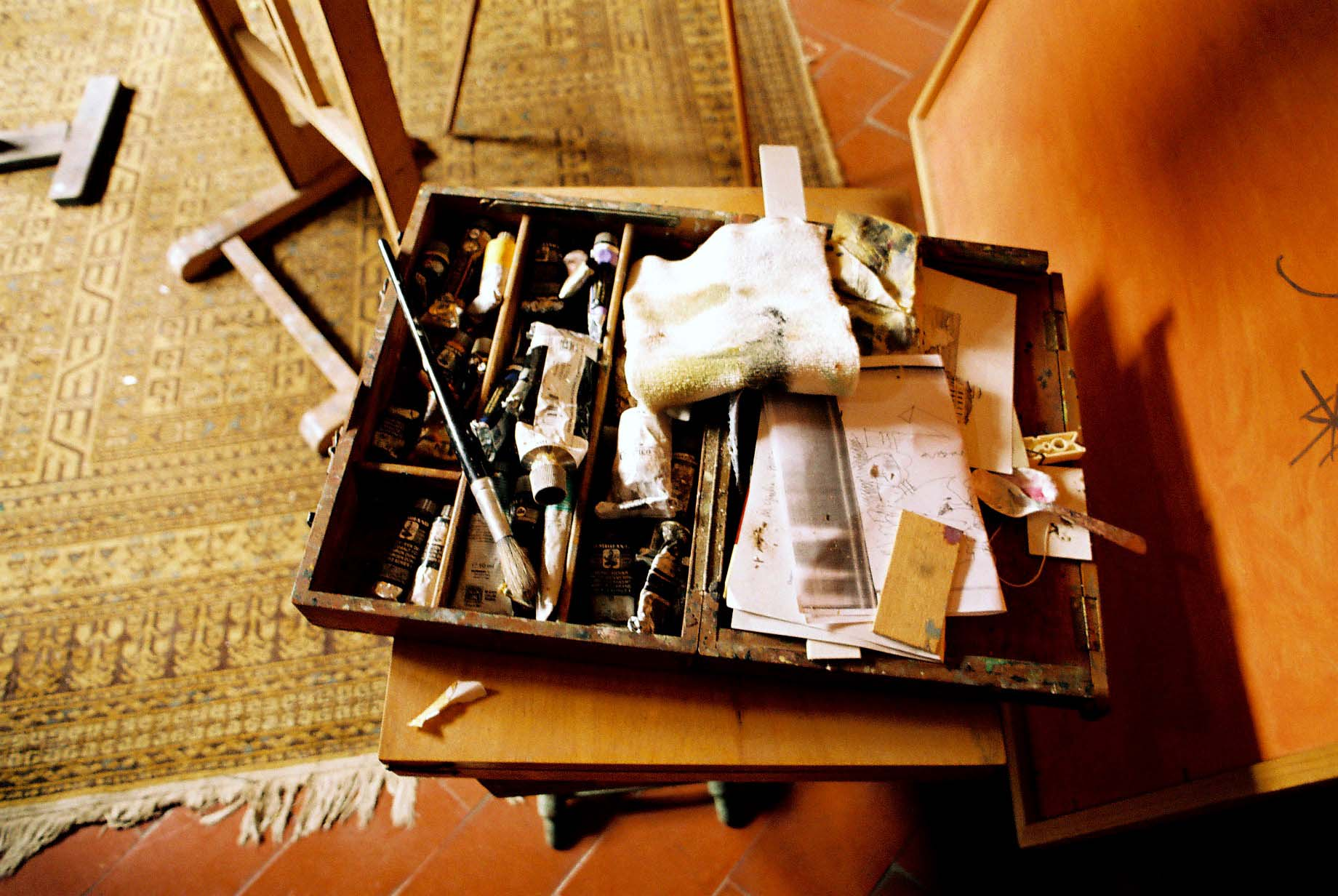
L'attrezzatura usata da Lotti, 2004
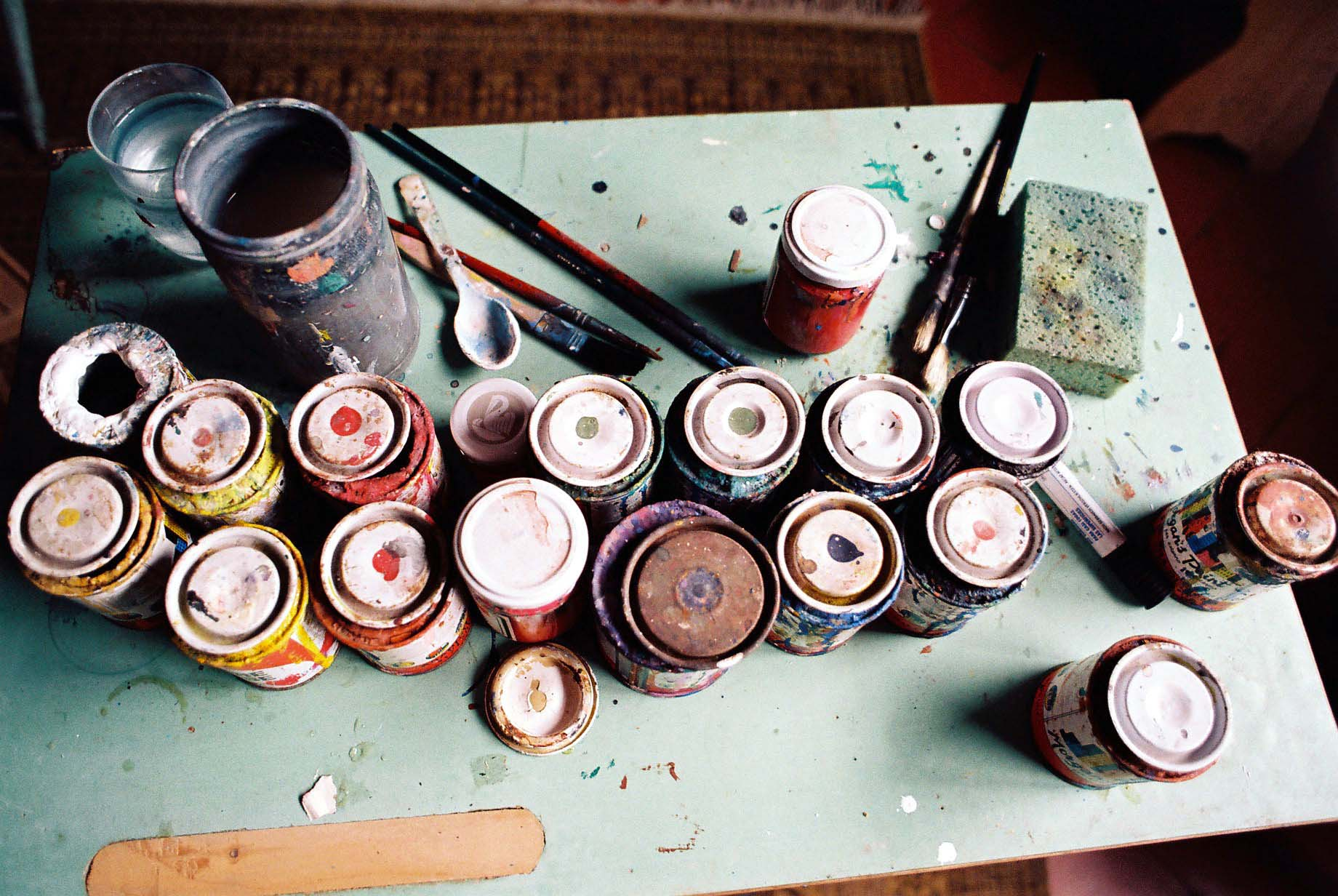
I colori usati da Lotti, 2004
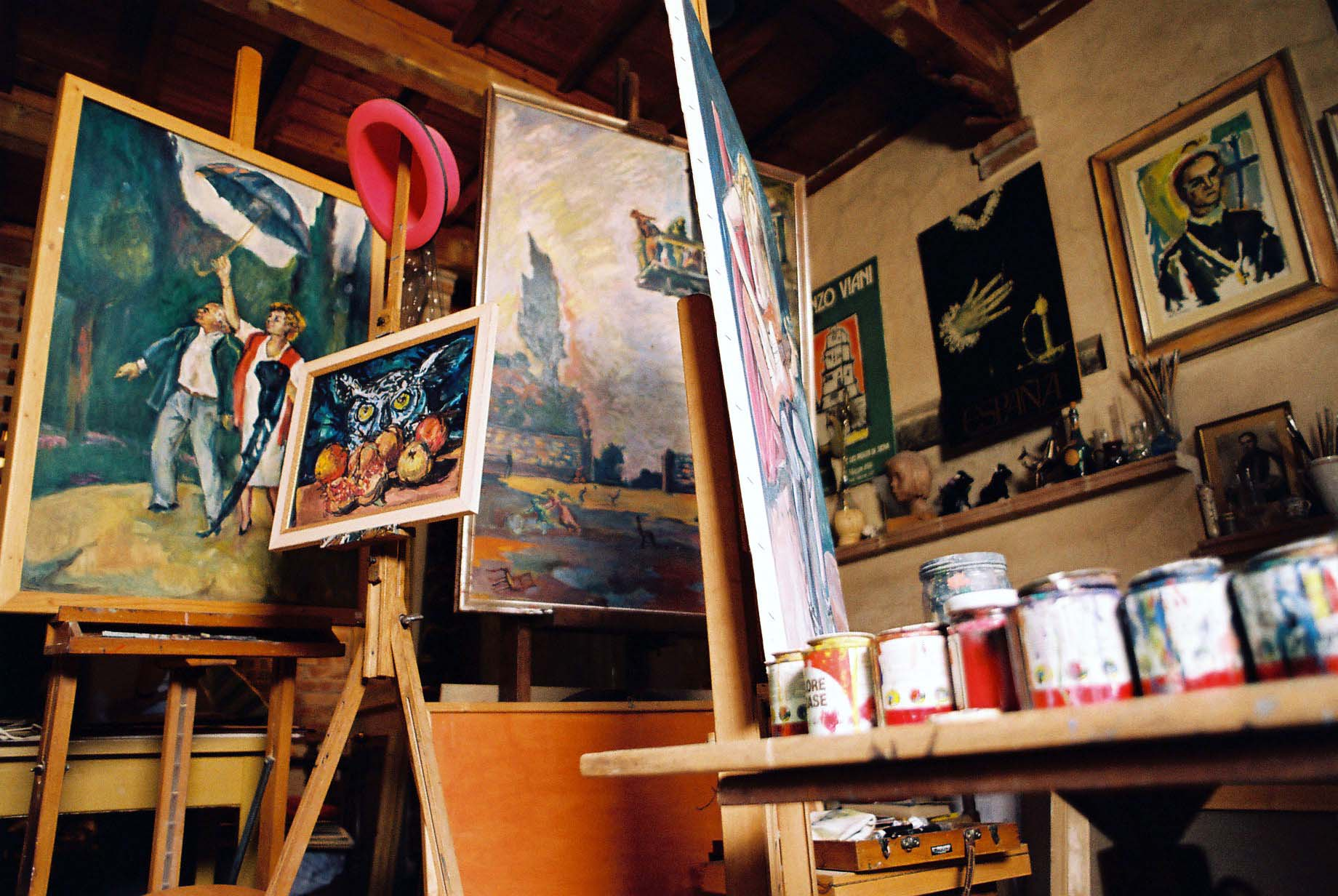
Lo studio di Lotti, 2004

## Scritti
Dilvo Lotti è autore di tre libri sulla storia di San Miniato e curò anche le illustrazione di un quarto.
- Dilvo Lotti, La giornata di Giovanni Papini a San Miniato, San Miniato, Edizioni del Bellorino, 1977, SBN URB0406474.
- Dilvo Lotti, San Miniato: vita di un'antica città, Genova, SAGEP, 1981, ISBN 88-7058-006-7.
- Dilvo Lotti, Memoria di Porta Romana, prefazione di Antonio Paolucci, note a cura di Luca Macchi (Accademia degli Euteleti della città di San Miniato), Pisa, ETS, 2004, ISBN 88-467-1044-4.
- Dilvo Lotti (a cura di), Il Guardiano del Bellorino: detti memorabili, noti e no, San Miniato, Stamperia editrice Palagini, 2000, SBN LO11179006.